# 郭遠
郭遠（1863年—1954年），又名郭廷光，福建海澄人，行伍出身，光緒年間隨軍隊戍防澎湖並定居於此，曾參與討剿臺灣後山的卑南族戰役、澎湖班兵「海澄媽會」神明會發起人，日治時期曾出任保正以及澎湖天后宮、銅山武聖殿的董事。

## 生平

### 清治時期
大清同治二年（1863年），郭遠出生於福建省漳州府海澄縣，及長，與同鄉壯丁相偕進入福建水師服役，出任守兵職時被遣派至澎湖戍守，表現勇敢勤敏，光緒十二年（1886年）間獲時任澎湖水師協副將蘇吉良肯定，賞予七品頂戴。
光緒十三年（1887年），澎湖水師協升格澎湖水師鎮，指揮官從「副將」改置「總兵」，澎湖水師鎮首任總兵為淮軍系統的吳宏洛。吳宏洛同年年底奉命於媽宮港（今馬公港）督造媽宮城，媽宮城興建因當地工役不足，參與築城的主體多是軍士，故可推定郭遠亦在築城軍士之列的可能性極高。
光緒十四年（1888年）三月，吳宏洛奉命出剿臺灣府臺東直隸州的原住民（卑南族），九月再統率澎湖的「果毅軍練營」增援，郭遠屬「果毅軍練營」，故隨同吳宏洛出征呂加望部落（卑南族）。光緒十六年（1890年），吳宏洛授予郭遠五品軍功頂戴以為賞賜。

### 日治時期
1895年（光緒廿一年、明治廿八年），清廷因甲午戰爭失利而簽署〈馬關條約〉求和，將臺灣、澎湖群島割讓予日本帝國。郭遠雖為從外地調派澎湖的清代班兵，並未返回故里，仍定居澎湖的媽宮東甲，並在東甲北極殿與鮑霧、蔡轄、謝東上等人，籌組南管同好組織－「俱慶堂南樂會」。此外，郭遠亦熱衷參與宗教廟務，身影除了活躍於東甲北極殿之外，且擔任「一新社」的鸞生，與「媽宮舉人」鄭步蟾之子鄭祖揚同時出任「錄鸞生」的職務；足見郭遠雖為武人，其實具備不俗的文化素養，在清朝歷代班兵中可謂出類拔萃。
日治時期，臺灣總督府推行「鴉片漸禁」政策，在此背景之下澎湖一新社的諸位鄉紳也開始透過扶鸞的手段，展開「戒菸運動」，此活動由林介仁主導，其他高昇、王邦樞、林其昌、郭遠、楊步蟾等人分別執行賞給丹水、登記戒煙者姓名、收繳煙具等任務。郭遠尚被日本政府選派為保正，輔佐時任媽宮街長鄭步雲（又作鄭馨秋，原清朝武官），後獲得鴉片販售的專賣權，漸漸成為媽宮具影響力的仕紳。
大正八年（1919年）起，澎湖天后宮老舊傾圯，地方重起改建工程。郭遠任澎湖天后宮董事，捐200金贊助重建經費，並與其他董事聯名敬獻「九百年寰海昭靈，溯湄嶼飛昇，遠迩宗風崇廟祀」、「卅六島萬民敬仰，喜澎疆坐鎮，帆檣阭渡沐神庥」木製楹聯，今置於澎湖天后宮正殿一對石柱之上，上聯年款「大正十四年嵗次乙丑季春月　謹撰」，下聯落款「董事：郭鶚騰、郭廷光（郭遠）、蕭杰、陳翀漢、徐聯輝、藍永茂仝敬獻」，另有「吉祥」與「如意」方印，在2019年8月16日獲中華民國文化部文化資產局公告為「一般古物」。
昭和七年（1932年），銅山武聖殿改建，郭遠捐資20元，昭和十二年（1937年）落成之後，銅山武聖殿公推郭遠為董事，再捐金200元。

### 戰後時期
民國43年（1954年），郭遠辭世，享壽91歲。

## 海澄媽會
光緒年間郭遠隨軍戍防澎湖之後，便曾將海澄縣當地的媽祖像和土地公像請來澎湖，並籌組神明會，即以原鄉信仰為號召的「海澄神明會」，故郭遠在同鄉袍澤之中甚具威望。郭遠籌組的「海澄媽會」，每逢媽祖生（農曆三月廿三）皆舉辦聚餐聯誼，媽祖神像也是在海澄媽會成員家中輪值奉請供奉。
根據民國50年（1961年）1月24日的馬公鎮土地公告，可知馬公鎮馬公段693號之土地與建物（今馬公市民權路與仁愛路之交叉口）為「海澄媽會」成員所有，時載「海澄媽會」成員凡有八人，即陳有明、郭澄嗣、蔡淳熙、郭候、蔡再得、郭淑澤、甘盡忠和曾晉煌，應悉為漳州海澄的班兵後裔。惟今海澄媽會已消融於澎湖當地的社群當中、逐漸凋零，原同鄉間的聚餐傳統業已停辦。